# Yoro Lamine Ly
Yoro Lamine Ly (Pikine, 27 agosto 1988) è un ex calciatore senegalese, di ruolo centrocampista.

## Caratteristiche tecniche
È un esterno destro che può essere impiegato anche sulla corsia mancina.

## Palmarès

### Club

#### Competizioni nazionali
- Campionato armeno: 1

Širak: 2012-2013
- Coppa dell'Armenia: 1

Širak: 2011-2012